# NGC 3149
NGC 3149 је спирална галаксија у сазвежђу Камелеон која се налази на NGC листи објеката дубоког неба.
Деклинација објекта је - 80° 25' 20" а ректасцензија 10h 3m 43,4s. Привидна величина (магнитуда) објекта NGC 3149 износи 12,3 а фотографска магнитуда 13,1. NGC 3149 је још познат и под ознакама ESO 19-1, IRAS 10043-8010, PGC 29171.